# Rekordy mistrzostw Ameryki Południowej w lekkoatletyce
Rekordy mistrzostw Ameryki Południowej w lekkoatletyce – najlepsze wyniki w historii tej imprezy.

## Mężczyźni
| Konkurencja                   | Rezultat   | Zawodnik                                                                                     | Miejsce uzyskania   | Data             |
| ----------------------------- | ---------- | -------------------------------------------------------------------------------------------- | ------------------- | ---------------- |
| bieg na 100 m                 | 9,89       | Issamade Asinga                                                                              | São Paulo           | 28 lipca 2023    |
| bieg na 200 m                 | 20,19      | Issamade Asinga                                                                              | São Paulo           | 30 lipca 2023    |
| bieg na 400 m                 | 44,79      | Lucas Carvalho                                                                               | São Paulo           | 29 lipca 2023    |
| bieg na 800 m                 | 1:45,62    | Thiago André                                                                                 | Guayaquil           | 31 maja 2021     |
| bieg na 1500 m                | 3:36,47    | Hudson de Souza                                                                              | Manaus              | 21 maja 2001     |
| bieg na 5000 m                | 13:50,08   | Altobeli da Silva                                                                            | Lima                | 26 maja 2019     |
| bieg na 10 000 m              | 28:30,80   | Byron Piedra                                                                                 | Lima                | 14 czerwca 2015  |
| bieg na 110 m przez płotki    | 13,35      | Rafael Pereira                                                                               | Guayaquil           | 30 maja 2021     |
| bieg na 400 m przez płotki    | 48,63      | Eronilde de Araújo                                                                           | Manaus              | 1995             |
| bieg na 3000 m z przeszkodami | 8:29,53    | Gerard Giraldo                                                                               | Lima                | 14 czerwca 2015  |
| sztafeta 4 × 100 m            | 38,46      | Brazylia · Raphael de Oliveira · Claudinei da Silva · Édson Ribeiro · André Domingos         | Bogota              | 26 czerwca 1999  |
| sztafeta 4 × 400 m            | 3:02,09    | Brazylia · Eronilde de Araújo · Anderson Jorge dos Santos · Inácio Leão · Cleverson da Silva | Bogota              | 26 czerwca 1999  |
| skok wzwyż                    | 2,31       | Eure Yáñez                                                                                   | Luque               | 23 czerwca 2017  |
| skok o tyczce                 | 5,83       | Thiago Braz                                                                                  | Cartagena de Indias | 5 lipca 2013     |
| skok w dal                    | 8,29       | Arnovis Dalmero                                                                              | São Paulo           | 28 lipca 2023    |
| trójskok                      | 17,24      | Almir dos Santos                                                                             | São Paulo           | 28 lipca 2023    |
| pchnięcie kulą                | 21,02      | Darlan Romani                                                                                | Luque               | 24 czerwca 2017  |
| rzut dyskiem                  | 64,13      | Claudio Romero                                                                               | Mar del Plata       | 26 kwietnia 2025 |
| rzut młotem                   | 75,92      | Humberto Mansilla                                                                            | São Paulo           | 28 lipca 2023    |
| rzut oszczepem                | 81,22      | Júlio César de Oliveira                                                                      | Lima                | 12 czerwca 2015  |
| dziesięciobój                 | 8058 pkt   | José Fernando Santana                                                                        | São Paulo           | 28–29 lipca 2023 |
| chód na 20 000 m              | 1:20:23,8h | Andrés Chocho                                                                                | Buenos Aires        | 5 czerwca 2011   |
| chód na 20 km                 | 1:21:26    | Luis Henry Campos                                                                            | Mar del Plata       | 26 kwietnia 2025 |

## Kobiety
| Konkurencja                   | Rezultat   | Zawodniczka                                                                                  | Miejsce uzyskania | Data                |
| ----------------------------- | ---------- | -------------------------------------------------------------------------------------------- | ----------------- | ------------------- |
| bieg na 100 m                 | 11,17      | Lucimar de Moura                                                                             | Bogota            | 25 czerwca 1999     |
| bieg na 100 m                 | 11,17      | Vitória Cristina Rosa                                                                        | São Paulo         | 28 lipca 2023       |
| bieg na 200 m                 | 22,60      | Lucimar de Moura                                                                             | Bogota            | 26 czerwca 1999     |
| bieg na 400 m                 | 50,63      | Evelis Aguilar                                                                               | Mar del Plata     | 25 kwietnia 2025    |
| bieg na 800 m                 | 2:00,04    | Luciana Mendes                                                                               | Manaus            | 18 maja 2001        |
| bieg na 1500 m                | 4:10,14    | Muriel Coneo                                                                                 | Lima              | 12 czerwca 2015     |
| bieg na 5000 m                | 15:39,67   | Fabiana Cristine da Silva                                                                    | Buenos Aires      | 2 czerwca 2011      |
| bieg na 10 000 m              | 31:59,11   | Simone Alves da Silva                                                                        | Buenos Aires      | 5 czerwca 2011      |
| bieg na 100 m przez płotki    | 12,71      | Maurren Maggi                                                                                | Manaus            | 19 maja 2001        |
| bieg na 400 m przez płotki    | 55,68      | Melissa González                                                                             | Guayaquil         | 31 maja 2021        |
| bieg na 3000 m z przeszkodami | 9:38,71    | Tatiane Raquel da Silva                                                                      | Guayaquil         | 30 maja 2021        |
| sztafeta 4 × 100 m            | 43,12      | Brazylia · Franciela Krasucki · Ana Cláudia Lemos · Vitória Cristina Rosa · Rosângela Santos | Luque             | 24 czerwca 2017     |
| sztafeta 4 × 400 m            | 3:28,64    | Brazylia · Maria Laura Almirão · Josiane Tito · Lucimar Teodoro · Geisa Coutinho             | Barquisimeto      | 22 czerwca 2003     |
| skok wzwyż                    | 1,93       | Caterine Ibargüen                                                                            | Cali              | 22 lipca 2005       |
| skok o tyczce                 | 4,70       | Fabiana Murer                                                                                | Buenos Aires      | 2 czerwca 2011      |
| skok w dal                    | 7,26       | Maurren Maggi                                                                                | Bogota            | 26 czerwca 1999     |
| trójskok                      | 14,57      | Keila Costa                                                                                  | São Paulo         | 9 czerwca 2007      |
| pchnięcie kulą                | 19,02      | Elisângela Adriano                                                                           | Bogota            | 26 czerwca 1999     |
| rzut dyskiem                  | 64,68      | Andressa de Morais                                                                           | Luque             | 23 czerwca 2017     |
| rzut młotem                   | 72,70      | Jennifer Dahlgren                                                                            | Buenos Aires      | 2 czerwca 2011      |
| rzut oszczepem                | 62,32      | Jucilene de Lima                                                                             | Mar del Plata     | 25 kwietnia 2025    |
| siedmiobój                    | 6396 pkt   | Martha Araújo                                                                                | Mar del Plata     | 26–27 kwietnia 2025 |
| chód na 20 000 m              | 1:29:07,5h | Mary Luz Andía                                                                               | São Paulo         | 28 lipca 2023       |
| chód na 20 km                 | 1:28:30    | Viviane Lyra                                                                                 | Mar del Plata     | 26 kwietnia 2025    |

## Mieszane
| Konkurencja        | Rezultat | Zawodnicy                                                                 | Miejsce uzyskania | Data          |
| ------------------ | -------- | ------------------------------------------------------------------------- | ----------------- | ------------- |
| sztafeta 4 × 400 m | 3:14,79  | Kolumbia · Jhon Perlaza · Lina Licona · Anthony Zambrano · Evelis Aguilar | São Paulo         | 28 lipca 2023 |